# ارقص فقط
ارقص فقط (بالإنجليزية: Just Dance)‏ أو جاست دانس أول أغنية منفردة أصدرتها المغنية الأمريكية ليدي غاغا أصدرت الأغنية منفردة لتكون الأغنية المنفردة الأولى من ألبوم الشهرة.
يقدم الفنان أيكون أصوات مساعدة بالأغنية، كما يساهم كولبي أودونيس بغناء مقطع من الأغنية.
لقيت الأغنية نقداً جيداً بشكل عام واستطاعت احتلال المراكز الأولى في مراكز سباقات الأغاني في دول عديدة من بينها الولايات المتحدة

## الموسيقى التصويرية
أخرجت الفيديو كليب ميلينا ماتسوكاس. يبدأ الكليب بحضور غاغا وراقصيها المساندون إلى حفلة بيتية، يبدو أنها انتهت. أحد الراقصين يضع شريطاً موسيقيا في البومبوكس، مما يؤدي إلى ارتفاع صوت الموسيقى داخل المنزل. ويستيقظ الحشد النائم في أرجاء المنزل ويبدأ بالرقص.تتقاطع مشاهد الحفلة مع مشاهد لغاغا وهي ترقص مرتدية البونشو، مع وجود كرة ديسكو. ترتدي غاغا ملصقاً أزرقاً شبيهاً بالصاعقة تحت عينها اليمنى. يظهر أودونيس بالكليب مع وجود فتيات معه عند بداية مقطعه. كما ظهر كلاً من أيكون وسبايس كاوبوي بمقاطع كومبارس. وصفت ليدي غاغا الكليب بأنه مثال عن كون المرء سكراناً في حفلة.

## روابط خارجية
- ارقص فقط على موقع الموسوعة البريطانية (الإنجليزية)
- ارقص فقط على موقع أول موفي (الإنجليزية)